# Lusta öröklődés
A lusta öröklődés a JavaScript nyelv programtervezési mintája.
Azt jelenti, hogy egy objektumot addig nem kapcsol össze a prototípusával (osztályával), amíg nincs rá szükség. Megfelelően használva javítja a hatékonyságot és a módosíthatóságot, és egyszerűsíti is a kódot.
Mivel a lusta öröklődés csak akkor hívódik meg, amikor létrejön az osztály első objektuma, logikus kombinálni az osztályprototípus létrehozását az osztály függőségeinek behozásával.
Az objektumok kevert módban jönnek létre: az első híváskor egy gyár módosítja az osztály prototípusát, amit az osztály későbbi példányaihoz is használnak. Más szóval, a prototípus létrehozása azzal jár, hogy az osztály függőségeihez szükséges szkriptek is ekkor töltődnek be, ha már nem töltődtek be korábban.
A megközelítés előnyei:
- Klasszikus JavaScript prototípus előnyeinek biztosítása.
- Nem kell rögzített sorrendet tartani a szkript fájlok deklarációjában.
- A tartalmazó HTML oldal gyorsabb betöltődése. Ennek az az oka, hogy közben nem jönnek létre az osztályok példányai, és a szkriptek csak akkor töltődnek be, ha tényleg szükség van rájuk.
- A HTML oldalnak több módja lehet, ami függhet az alkalmazástól. Csak az adott módhoz szükséges szkriptek töltődnek be, külön kérés vagy optimalizáció nélkül is.

## Fordítás
Ez a szócikk részben vagy egészben  a   Lazy inheritance című angol Wikipédia-szócikk fordításán alapul.  Az eredeti cikk szerkesztőit annak laptörténete sorolja fel. Ez a jelzés csupán a megfogalmazás eredetét és a szerzői jogokat jelzi, nem szolgál a cikkben szereplő információk forrásmegjelöléseként.